# Coppa del Generalissimo 1954 (pallacanestro maschile)
La Coppa del Generalissimo 1954 è stata la 18ª Coppa del Generalissimo di pallacanestro maschile.

## Semifinali

### Gruppo I
| Pos. | Squadra       | G | V | P | PF  | PS  | DP  | Pt |
| ---- | ------------- | - | - | - | --- | --- | --- | -- |
| 1.   | Real Madrid   | 3 | 3 | 0 | 184 | 125 | +59 | 6  |
| 2.   | EN Bazán      | 3 | 2 | 1 | 175 | 176 | -1  | 5  |
| 3.   | CB San Adrián | 3 | 1 | 2 | 145 | 166 | -21 | 4  |
| 4.   | Estudiantes   | 3 | 0 | 3 | 169 | 206 | -37 | 3  |

### Gruppo II
| Pos. | Squadra           | G | V | P | PF  | PS  | DP  | Pt |
| ---- | ----------------- | - | - | - | --- | --- | --- | -- |
| 1.   | Joventut Badalona | 3 | 3 | 0 | 194 | 136 | +58 | 6  |
| 2.   | RCD Español       | 3 | 2 | 1 | 205 | 152 | +53 | 5  |
| 3.   | CM Pedro Cerbuna  | 3 | 1 | 2 | 127 | 179 | -52 | 4  |
| 4.   | Femsa             | 3 | 0 | 3 | 131 | 190 | -59 | 3  |

## Finale
| Arbitri: | Luciano Sánchez Martínez Gombao |

|               |            |                  |
| Galíndez 24   | Punti      | 10 Bassó, Brunet |
| Freddy Borrás | Allenatori | Joaquín Broto    |